# Oleg Wladimirowitsch Gorobi
Oleg Wladimirowitsch Gorobi (russisch Олег Владимирович Горобий; * 7. Februar 1971 in Woronesch) ist ein ehemaliger russischer Kanute.

## Erfolge
Oleg Gorobi nahm dreimal an Olympischen Spielen teil. Sein Olympiadebüt gab er 1992 in Barcelona für das Vereinte Team und gehörte zum Aufgebot im Vierer-Kajak über 1000 Meter. Als Zweiter des Vorlaufs gelang der Mannschaft die Qualifikation für das Halbfinale, in dem sie schließlich als Siebte ihres Laufs ausschied. Bei den Olympischen Spielen 1996 in Atlanta nahm er in zwei Wettbewerben teil. Im Zweier-Kajak erreichte er mit Anatoli Tischtschenko über 500 Meter nach Rang drei im Vorlauf und Rang zwei im Halbfinale den Endlauf, bei dem die beiden nach 1:29,677 Minuten als Vierte knapp einen Medaillengewinn verpassten. Außerdem gehörte er zum russischen Aufgebot im Vierer-Kajak auf der 1000-Meter-Strecke, dessen Besetzung neben ihm aus Sergei Werlin, Georgi Zybulnikow und Anatoli Tischtschenko bestand. Mit einem zweiten Platz im Vorlauf qualifizierten sie sich direkt für den Endlauf, den sie auf dem dritten Platz beendeten. In 2:53,996 Minuten erreichten sie hinter der siegreichen deutschen Mannschaft sowie den Ungarn auf dem Bronzerang die Ziellinie.
Vier Jahre darauf startete Gorobi bei den Spielen in Sydney erneut in zwei Konkurrenzen. Dabei trat er unter anderem mit Jewgeni Salachow im Zweier-Kajak über 500 Meter an. Dank eines Halbfinalsiegs qualifizierten sie sich für den Endlauf und schlossen diesen auf dem siebten Platz ab. Auch im Vierer-Kajak, zu dessen Mannschaft Gorobi nunmehr zum dritten Mal gehörte, gelang ihm der erneute Finaleinzug. Den Endlauf beendete die Mannschaft in 2:59,778 Minuten ebenfalls auf Rang sieben.
Insgesamt 14 Medaillen gewann Oleg Gorobi bei Weltmeisterschaften. Seine erste Medaille sicherte er sich 1990 in Posen, als er im Vierer-Kajak über 500 Meter sogleich Weltmeister wurde. Ein Jahr später belegte er in dieser Disziplin in Paris den dritten Platz. 1993 in Kopenhagen gelang ihm in dieser Disziplin der zweite Titelgewinn, während er im Vierer-Kajak über 1000 Meter seine zweite Bronzemedaille gewann. Im Vierer-Kajak wurde er 1994 in Mexiko-Stadt sowohl über 200 Meter als auch über 500 Meter und 1000 Meter Weltmeister. 1995 wiederholte er in Duisburg diesen Erfolg auf der 500-Meter-Strecke, während er über 200 Meter im Vierer-Kajak den zweiten Platz belegte. Bei den Weltmeisterschaften 1997 in Dartmouth gewann er im Vierer-Kajak über 200 Meter seinen fünften und letzten Weltmeistertitel. Er sicherte sich 1999 in Mailand im Vierer-Kajak über 200 Meter die Bronzemedaille und gewann 2001 in Posen im Vierer über 200 Meter Silber sowie über 1000 Meter Bronze. 2003 folgte in Gainesville mit Bronze im Vierer über 500 Meter sein letzter Medaillengewinn bei einer Weltmeisterschaft.
Darüber hinaus belegte Gorobi bei den Europameisterschaften 1997 in Plowdiw im Vierer-Kajak über 200 Meter den zweiten und über 500 Meter den dritten Platz. 2000 wurde er in Posen über 1000 Meter mit Jewgeni Salachow im Zweier-Kajak ebenso Dritter wie nochmals im Vierer-Kajak auf der 500-Meter-Strecke. Die Europameisterschaften 2001 in Mailand schloss er im Vierer-Kajak über 200 Meter auf dem zweiten Platz ab.